# Musculus dilatator naris anterior

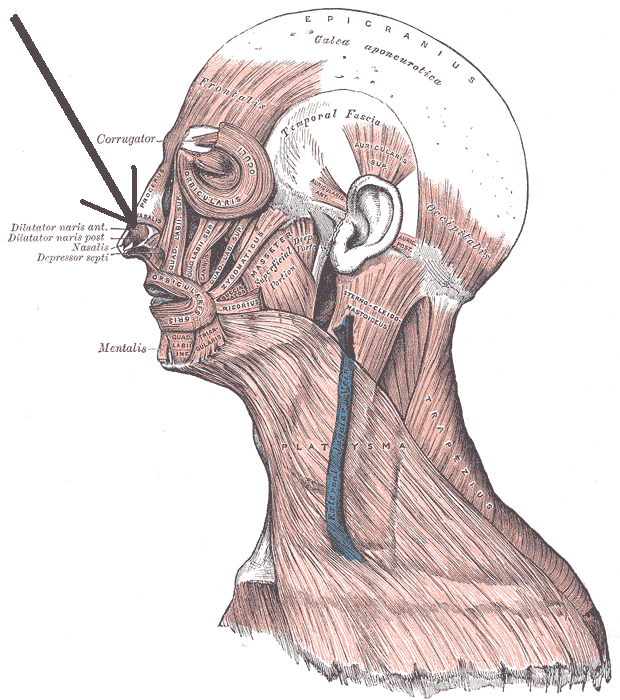
A fej izmai (a nyíl pont rámutat a nagyon apró izomra)

A musculus dilatator naris anterior egy apró izom az ember orrán.

## Eredés, tapadás, elhelyezkedés
A cartilago alaris majorról ered és az orrcimpa környékén tapad. A musculus dilatator naris posterior előtt található.

## Funkció
Tágítja az orrlyukat.

## Beidegzés
A rami buccales nervi facialis idegzi be.

## Külső hivatkozások
- Fül-orr-gége